# Joseph Ignaz Zimmermann

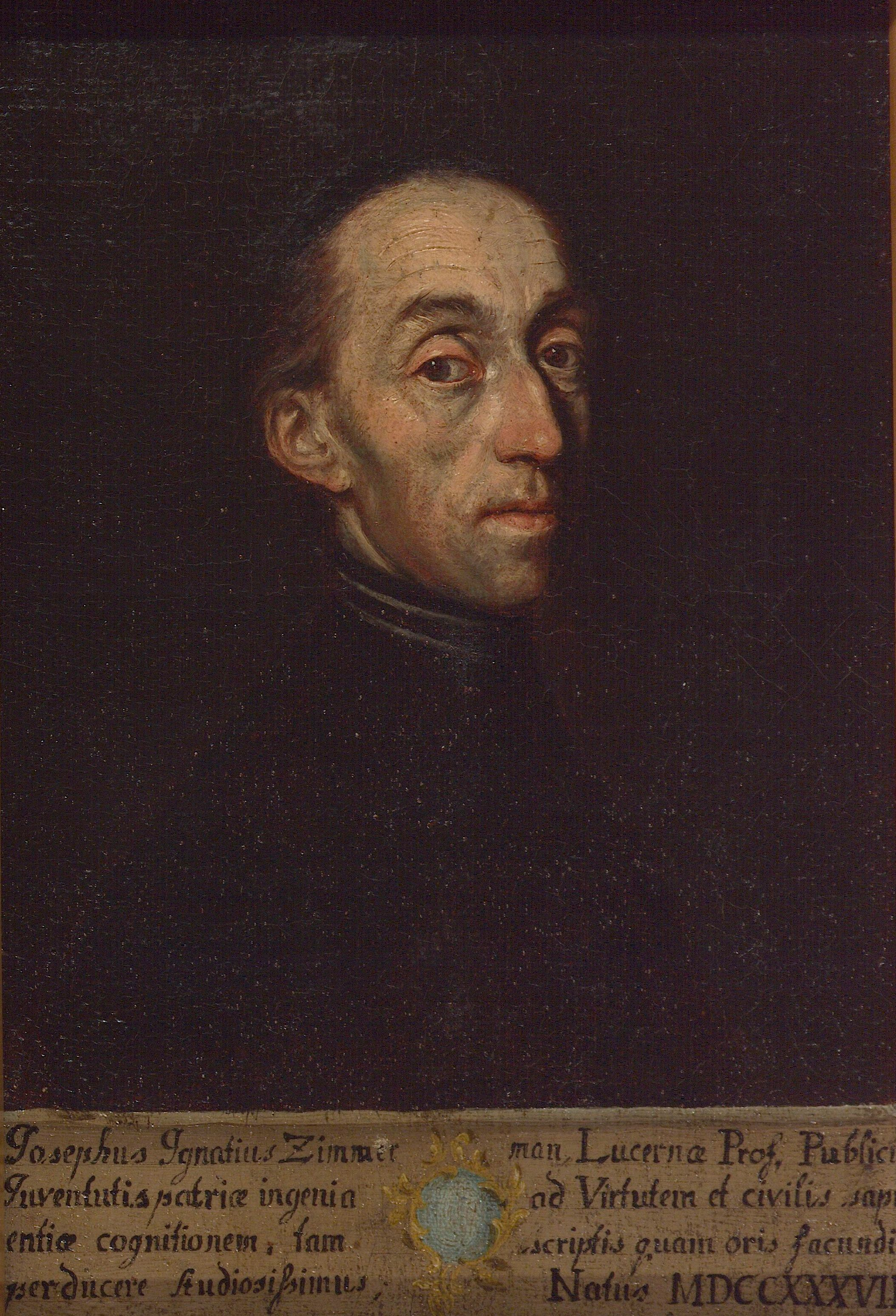
Porträt von Joseph Ignaz Zimmermann

Joseph Ignaz Zimmermann SJ (* 15. Oktober 1737 in Schenkon; † 9. Januar 1797 in Merenschwand) war ein Schweizer Pädagoge, Theologe und Schriftsteller.

## Leben
Zimmermann trat 1766 nach seiner Priesterweihe die Stelle als Professor der Rhetorik am Obergymnasium Solothurn an. Nach einem Lehrauftrag in München wurde er am 26. Oktober 1774, nur ein Monat nach der Aufhebung des Jesuitenordens, an das Gymnasium nach Luzern berufen, wo er als Professor der Rhetorik lehrte. Der Luzerner Stadtpfarrer Thaddäus Müller bezeichnete ihn, nebst Franz Regis Krauer, als einen der beiden wichtigsten Luzerner Schulreformer am Ende des 18. Jahrhunderts.

## Werke (Auswahl)
- Die freundschaftlichen Musen, Verlag J. Wolff, 1773 (Digitalisat)
- Die junge Haushälterinn, Verlag Anich, 1807
- Briefe für Knaben von einer kleinen Sittenakademie, Verlag Ph. J. Scherer, 1772
- Erlachs Tod: Ein vaterländisches Trauerspiel in fünf Aufzügen, 1790
- Der deutsche Lateiner: Ein praktisches Lehrbuch für Anfänger, Verlag Salzmann, 1787